# Schwärmer (mechanische Fertigung)
Schwärmer (englisch: flyer) werden bei der mechanischen Bearbeitung von Werkstücken zumeist auf Dreh-, Fräs- oder Schleifmaschinen eingesetzt.

## Zweck
Der Schwärmer dient dabei als Hilfsstütze zur Lagerung von Werkstücken mit unregelmäßigen oder unbearbeiteten Oberflächen in einer Lünette. Unregelmäßige Werkstücke wie z. B. Förderschnecken oder Rechteckrohre könnten ohne Schwärmer nicht in eine Lünette gespannt werden. Bei unbearbeiteten zylindrischen Werkstücken entfällt durch den Einsatz eines Schwärmers das vorherige Anarbeiten eines Lünettensitzes, das teilweise nicht möglich oder nicht wirtschaftlich ist.
Schwärmer werden in der Regel nicht als Serienprodukt hergestellt und angeboten, weil sie fast immer auf die jeweiligen Einsatzfälle abgestimmt werden. Häufig werden Schwärmer auch von den Bearbeitungsbetrieben selbst hergestellt und weiterentwickelt.

## Aufbau und Wirkungsweise
Der Schwärmer besteht zumeist aus einem Tragring mit exakt gefertigter radialer äußerer Lauffläche. Über seinen Umfang sind mindestens drei Spannbolzen in Form von Pinolen oder auch einfachen Gewindestangen verteilt, die das im Schwärmer befindliche Werkstück in einer klar definierten Lage zur Außenlauffläche des Schwärmers einspannen. In der Serienfertigung können Schwärmer auch mit speziell auf das Werkstück abgestimmten Spannbacken ausgerüstet werden. Dieses ermöglicht ein schnelles exaktes Zentrieren des Werkstücks im Schwärmer.
Ist das Werkstück im Schwärmer ausgerichtet und fixiert, können unter Zuhilfenahme einer Lünette alle mechanischen Bearbeitungen am Werkstück wie gewohnt durchgeführt werden.